# Cekyniwka
Cekyniwka (ukr. Цекинівка) – wieś na Ukrainie, w obwodzie winnickim, w rejonie mohylowskim, w hromadzie Jampol. W 2001 liczyła 1970 mieszkańców, spośród których 1775 wskazało jako ojczysty język ukraiński, 111 rosyjski, 80 mołdawski, 1 bułgarski, a 3 białoruski.

## Urodzeni
- Władimir Bułat